# Blue One
Pour les articles homonymes, voir Alpha France.
Films français de court métrage (FFCM), également connue sous le label Alpha France, puis surtout sous le label Blue One, est une société française de distribution et de production de films pornographiques.

## Historique
Francis Mischkind, né à Lille le 19 août 1936,, crée en 1966 la société FFCM, qui distribue des films érotiques étrangers, notamment scandinaves, mais aussi allemands ou néerlandais. 
En 1971, Mischkind se lance dans la production de films érotiques, avant de passer au cinéma pornographique, en 35 mm puis en vidéo. Le premier long-métrage produit est Jeux pour couples infidèles, signé par Georges Fleury mais qui semble avoir été en partie réalisé par Francis Mischkind lui-même. La société importe également en France les premiers pornos américains. Au début des années 1970, la taxation des films pornographiques pousse Mischkind à se consacrer un temps à la distribution de films classiques. Mais il se relance ensuite dans le X, devenant dans la seconde moitié de la décennie, sous le label Alpha France, le premier producteur de films pornographiques français, avec des longs-métrages réalisés par des cinéastes comme Frédéric Lansac, Burd Tranbaree ou Gérard Kikoïne, et mettant en vedette des actrices comme Brigitte Lahaie, Marilyn Jess ou Cathy Stewart. Les films Alpha France sont distribués à l'époque dans un réseau de salles de cinéma appartenant à Francis Mischkind lui-même.
Au début des années 1990, Francis Mischkind se consacre principalement à la distribution de films X américains. L'entreprise, qui fournit notamment Canal + en cinéma pornographique et réédite les « classiques » du X hexagonal en VHS puis en DVD, recommence à produire des nouveaux films français en 1998, cette fois sous le nom de Blue One. Mischkind rachète par ailleurs à Jean-François Davy les droits de nombreux films parus en vidéocassettes. 
Dans les années 2000-2010, Blue One continue de produire des films X scénarisés, tournés par des réalisateurs comme Fred Coppula ou Yannick Perrin : Canal + diffuse les films de la société, qui sont également proposés sur ses plateformes de VOD. En 2004, à l'occasion du vingtième anniversaire de la chaîne cryptée, Blue One produit le film Le Plaisir à 20 ans. C'est également Blue One qui, au début des années 2000, lance la carrière de Clara Morgane en signant avec elle un contrat d'exclusivité. À la même époque, Blue One lance également Estelle Desanges, et produit des films mettant en vedette d'autres stars du X français, comme Katsuni, Tiffany Hopkins, Ovidie, Mélanie Coste, Nina Roberts, Océane, Delfynn Delage, etc., tout en continuant ses activités de réédition de films.